# Jonas Mačiulis
Jonas Mačiulis (Kaunas, 10 de Fevereiro de 1985) é um basquetebolista profissional lituano. Atualmente joga no Lokomotiv Kuban.

## Carreira
Mačiulis integrou o elenco da Seleção Lituana de Basquetebol nas Olimpíadas de 2008, 2012 e 2016.